# Helenów (gmina Głowno)
Helenów – wieś w Polsce położona w województwie łódzkim, w powiecie zgierskim, w gminie Głowno.
W latach 1975–1998 miejscowość należała administracyjnie do ówczesnego województwa łódzkiego.